# Mehmed Effendi
Mehmed Effendi turecki dyplomata, nauczyciel religijny, poeta i dowódca oddziału janczarów. 
W 1717 roku był na ambasadzie do Paryża, gdzie stary marszałek Villeroy go siedmioletniemu Ludwikowi XV, który, jak pisał Effendi: "z zachwytem dotykał naszych ubiorów, naszych sztyletów, jednego po drugim".
Kolejny raz Effendi był ambasadorem we Francji na przełomie 1720 i 1721 roku.